# Nifurthiazol
Nifurthiazol ist eine chemische Verbindung aus der Gruppe der Thiazole und ein Nitrofuranderivat.

## Gewinnung und Darstellung
Nifurthiazol kann durch eine mehrstufige Reaktion hergestellt werden. Zunächst wird 2-Acetyl-5-nitrofuran zu einem α-Bromketon bromiert, das anschließend mit Thioharnstoff zu einem Aminothiazol umgesetzt wird. Die primäre Aminogruppe wird nitrosiert, zu dem Hydrazin-Derivat reduziert und mit Ameisensäure zu dem Endprodukt umgesetzt.

## Verwendung
Nifurthiazol wird als antibakterielle Substanz verwendet. Es wurde auch als Chemotherapeutikum in der Veterinärmedizin eingesetzt.

## Sicherheitshinweise
Nifurthiazol ist bei Mäusen, Ratten und Hamstern nach oraler Verabreichung krebserregend.

## Regulierung
Über den Safe Drinking Water and Toxic Enforcement Act of 1986 besteht in Kalifornien seit 1. Januar 1988 eine Kennzeichnungspflicht für Produkte, die 2-(2-Formylhydrazino)-4-(5-nitro-2-furyl)thiazol enthalten.